# Džiróemon Kimura
Džiróemon Kimura (木村 次郎右衛門 Kimura Džiróemon; 19. dubna 1897 Kamiukawa, Takeno-gun (dnes Kjótango) – 12. června 2013 tamtéž) byl japonský nejdéle žijící muž a od roku 2012 držitel rekordu prokazatelně nejdéle žijícího muže vůbec.